# Sare Alpha
Sare Alpha (Namensvariante: Diabugu Kore) ist eine Ortschaft im westafrikanischen Staat Gambia.
Nach einer Berechnung für das Jahr 2013 leben dort etwa 2109 Einwohner, das Ergebnis der letzten veröffentlichten Volkszählung von 1993 betrug 1648.

## Geographie
Sare Alpha liegt in der Upper River Region, Distrikt Fulladu East und liegt an der South Bank Road zwischen Basse Santa Su und Fatoto. Sare Alpha liegt rund elf Kilometer südwestlich von Fatoto entfernt und von Basse rund 28 Kilometer entfernt.
In unmittelbarer Nähe, in Richtung Fatoto, liegt die Sare Alpha Bridge.